# Vernols
Vernols (Okzitanisch: gleicher Name) ist eine französische Gemeinde mit 59 Einwohnern (Stand 1. Januar 2022) im Département Cantal in der Region Auvergne-Rhône-Alpes; sie gehört zum Arrondissement Saint-Flour.

## Geografie
Vernols liegt rund 27 Kilometer nordwestlich der Kleinstadt Saint-Flour innerhalb des Regionalen Naturparks  Volcans d’Auvergne.
Zur Gemeinde gehören die Siedlungen Cézerat, Landeyrat, Vernols und zahlreiche Einzelgehöfte.

## Geschichte
Die Gemeinde gehört historisch zur Region Cézallier innerhalb der Auvergne. Vernols gehörte von 1793 bis 1801 zum District Murat und war von 1793 bis 2015 Teil des Kantons Allanche.

## Bevölkerungsentwicklung
| Jahr                       | 1962 | 1968 | 1975 | 1982 | 1990 | 1999 | 2006 | 2019 |
| Einwohner                  | 204  | 145  | 112  | 107  | 93   | 81   | 72   | 66   |
| Quellen: Cassini und INSEE |      |      |      |      |      |      |      |      |

## Sehenswürdigkeiten
- Kirche Saint-Jean-Baptiste, teils aus dem 12., teils aus dem 15. Jahrhundert
- Kapelle Saint-Antoine in Les Feuillades
- Mühle, Ofen und Brücke aus der Römerzeit in Cézerat
- Ofen in Landeyrat

Quelle:

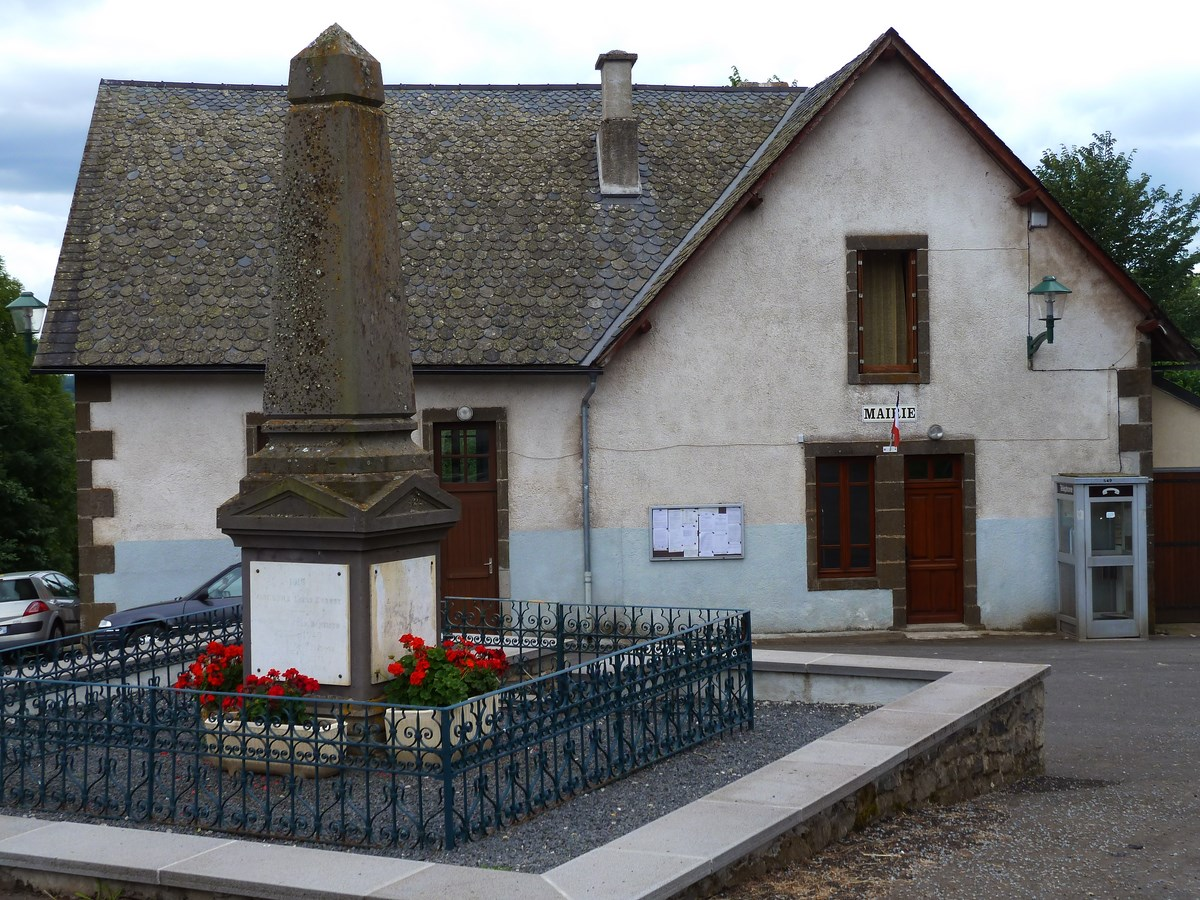
Gemeindehaus (Mairie) von Vernols
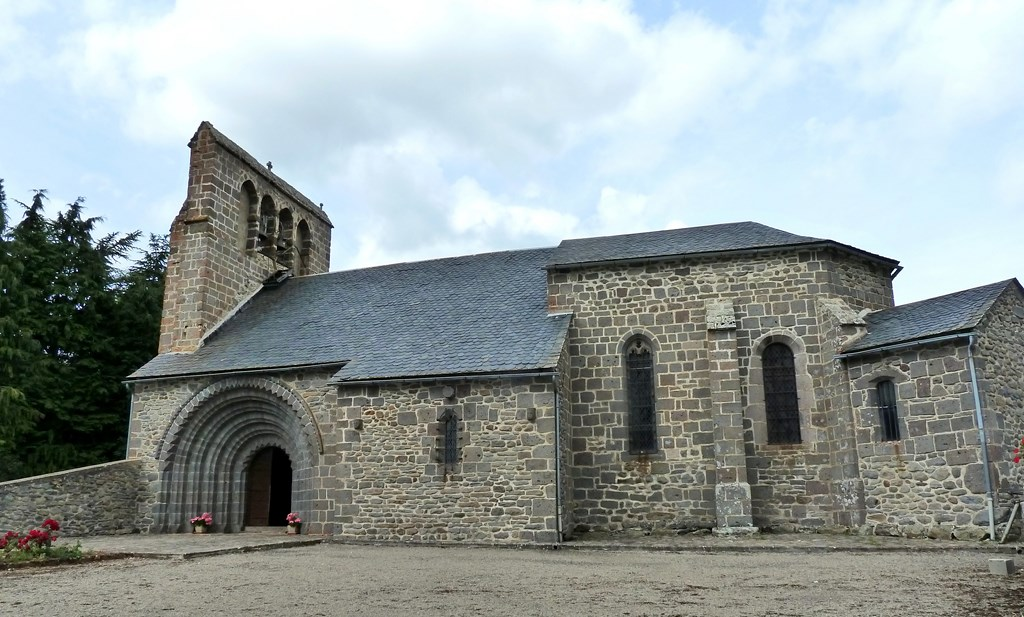
Dorfkirche Saint-Jean-Baptiste
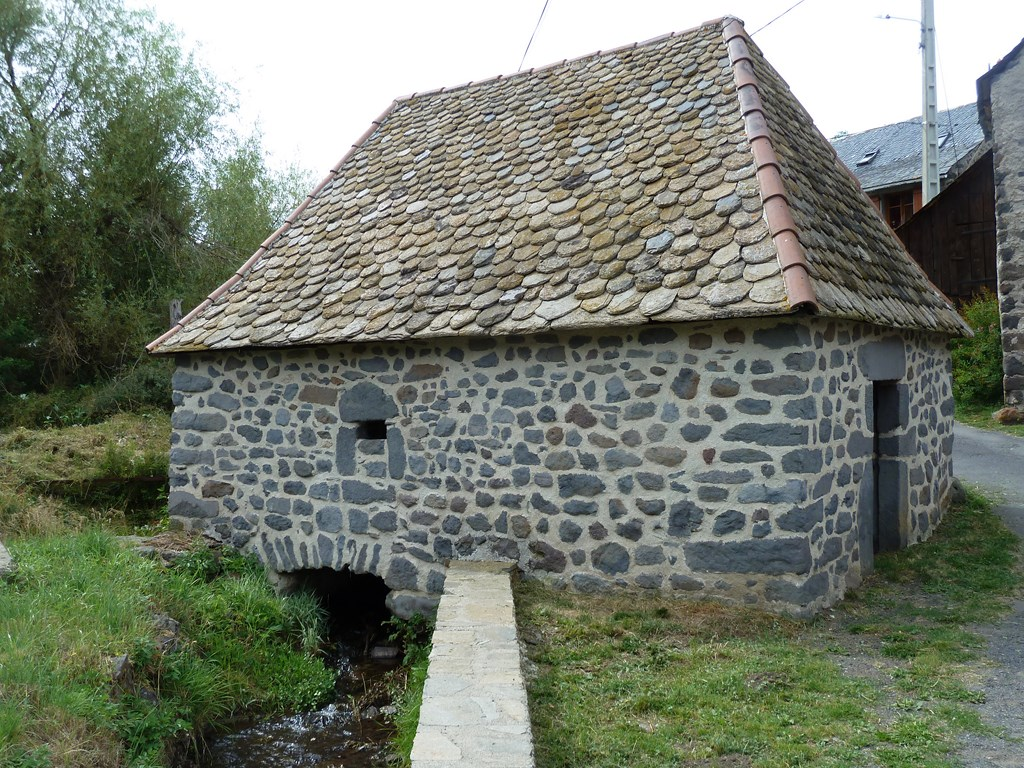
Mühle in Cézerat